# Bridgeport (Californië)
Bridgeport is een plaats in Californië in de Verenigde Staten. Het is de zetel van de county Mono County en ligt aan de Route 395, tussen Mono Lake en Lake Tahoe, net ten oosten van de Sierra Nevada en ten noordoosten van het nationaal park Yosemite.
Bridgeport ligt op een vlakte op ongeveer 2000 meter hoogte. Ten noorden van het plaatsje ligt het Bridgeport Reservoir en het vliegveld Bryant Field. In de omgeving zijn diverse warme bronnen, waaronder de Travertine Hot Springs en de Buckeye Hot Springs. Op ongeveer vijftien kilometer afstand bevinden zich de Twin Lakes, met diverse campings en hotels.
Het plaatsje was de setting voor de film Out of the Past (1947) met onder andere Robert Mitchum en Kirk Douglas. In de roman The Dharma Bums van Jack Kerouac is Bridgeport het vertrekpunt van waaruit de hoofdkarakters Ray Smith (Kerouac) en Japhy Ryder (Gary Snyder) de nabijgelegen Matterhorn Peak (3.738 meter) beklimmen.